# S/2009 S1
S/2009 S1 is een minimaantje (moonlet) van Saturnus dat op 26 juli 2009 door de ruimtesonde Cassini-Huygens is ontdekt, door het Cassini Imaging Science Team onder leiding van Carolyn Porco. De minimaan bevindt zich in de B-ring nog binnen de baan van Pan, de maan met naam van Saturnus met de binnenste baan. 

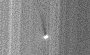
Foto van S/2009 S1 genomen in augustus 2009 door Cassini

Tijdens de equinox op 11 augustus 2009 kwam het ringensysteem van Saturnus in het vlak van de Zon. Hierdoor kon de minimaan worden ontdekt via haar schaduw van 36 kilometers in de B-ring.
Naast deze minimaan zijn er nog meer dan 150 minimanen en propeller-minimanen gerapporteerd die geen voorlopige S/xxxx Sy-aanduiding of formele naam hebben gekregen. 